# Matyty
Matyty (deutsch Motitten) ist eine Ortschaft in der Woiwodschaft Ermland-Masuren im nordöstlichen Polen. Der Ort gehört zur Gmina Zalewo im Powiat Iławski.

## Geographie
Matyty liegt in der Moränenlandschaft des Oberlands, etwa acht Kilometer südwestlich von Zalewo. Das Gebiet gehört zum Landschaftsschutzpark Eylauer Seenplatte. Die Gemarkung Matytys liegt exponiert auf einer Halbinsel im Jezioro Jeziorak (Geserichsee). Diese Halbinsel erstreckt sich etwa fünf Kilometer in Nord-Süd-Richtung und 500 Meter in Ost-West-Richtung. Sie wird im Westen vom Jezioro Płaskie (Flachsee), einer Ausbuchtung des Geserichsees, und im Osten vom Geserichsee selbst begrenzt. Die Ortslage von Matyty liegt am Ursprung dieser Halbinsel unmittelbar am Jezioro Jeziorak. 

## Geschichte
Motitten wurde vom Deutschen Orden als Hakenzinsdorf gegründet.
Im Jahre 1848 war Motitten ein Dorf, das zum Domänenrentamt Preußisch Mark (Sitz: Saalfeld) innerhalb des landrätlichen Kreises Mohrungen gehörte. Es beherbergte in 26 Wohngebäuden 206 deutschsprachige Einwohner, von denen einer katholisch war, der Rest evangelisch. Die evangelischen Christen gehörten zum Kirchspiel Weinsdorf.
Im Jahr 1874 wurde die Landgemeinde Motitten dem Amtsbezirk Gerswalde im Landkreis Mohrungen zugeschlagen. Zum 1. Januar 1929 wurde die Landgemeinde Bukowitz eingemeindet. Die Gemeinde Motitten existierte in dieser Form bis 1945. Sie hatte im Jahre 1933: 165 Einwohner und im Jahre 1939: 176 Einwohner.
Nach der Eingliederung in den polnischen Staat wurde Motitten in Matyty umbenannt und in die neugebildete Gmina Zalewo eingegliedert. Der Ort ist heute Sitz eines Schulzenamtes dieser Gmina ohne weitere zugehörige Ortschaften.
Der Ort besitzt eine ausgeprägte touristische Infrastruktur, die auf den Geserichsee ausgerichtet ist. Dazu gehören verschiedene Beherbergungs- und Bewirtungsbetriebe und ein Bootsanleger.